# Anisophyllea penninervata
Anisophyllea penninervata là một loài thực vật có hoa trong họ Anisophylleaceae. Loài này được J.E.Vidal mô tả khoa học đầu tiên năm 1961.